# Fil de Cassons
Der Fil de Cassons (deutsch Cassonsgrat, wörtlich übersetzt: Scherbengrat) ist ein Gebirgsgrat der Glarner Alpen im Kanton Graubünden in der Schweiz. Fil steht in der romanischen Sprache für einen Grat.
Der Grat bildet den nördlichen Abschluss des Flimsersteins. Er erstreckt sich insgesamt über etwa 2,4 Kilometer von der Fuorcla Raschaglius auf 2600 Metern bis fast einen weiteren Kilometer östlich der Mutta Bella auf 2644 m. Südlich davon liegt über einer markanten Scharte die Mutta Bella auf einer Höhe von 2473 m.
Im westlichen Teil steht man über dem nach Süden weisenden Anriss der Rutschfläche des Flimser Bergsturzes, im östlichen Teil über der Hochebene und der Alp des Flimsersteins.
Gegen Süden bietet sich ein freies und umfassendes Panorama vom Ortler über die Engadiner Berge bis zum Dom im Wallis und zum Finsteraarhorn.
Gegen Norden bricht der Grat jäh ins Bargistal ab. Dahinter sind gegen Nordosten der höchste Berg des Kantons St. Gallen, der Ringelspitz, zu sehen sowie der Piz Dolf und weiter im Nordwesten der Piz Segnas und die Tschingelhörner mit der markanten Linie der Glarner Hauptüberschiebung. Diese Überschiebung gehört zum UNESCO-Weltnaturerbe und liegt einem auf dem Fil de Cassons wortwörtlich zu Füssen.

## Zugang
Der Grat liegt nördlich von Flims im Vorderrheintal, von wo er mit Fusswegen sowie mit einer kleinen Kabinenbahn erschlossen war. Die östliche direkte Route ist der in den Felsen gehauene Alpweg von Bargis her auf die Alp auf dem Flimserstein und weiter auf den Grat. Eine weitere Route startet ebenfalls östlich im Bargis-Tal und gelangt entlang diesem unter der Südflanke des Piz Dolf hindurch schliesslich von Norden auf den Grat. Von Flims aus ist auch ein direkter Anstieg durch den Südhang auf den Grat möglich.
Von Westen kommt man von der Camona da Segnas (Segneshütte) 2102 m ü. M. über den Unteren und den Oberen Segnesboden auf den Fil de Cassons. Noch weiter westlich gelangt man zum Martinsloch und dem Segnespass.
Die Cassonsbahn wurde 1956 von den Bergbahnen Flims eröffnet und bis im Sommer 2015 von der Weisse-Arena-Gruppe betrieben. Ein mitgliederstarker Verein sowie die Tourismusbranche hofften auf die Erstellung einer neuen Anlage nahe an die westliche Flanke des Grats. Im Januar 2017 wurde von der Bergbahnunternehmung ein ungewöhnliches Projekt vorgestellt, das eine Erschliessung mit einer Neu-Erschliessung des Nagens-Gebiets kombinierte. Im Dezember 2017 wurde das Projekt der Neuerschliessung etappiert und zuerst die Querbahn von Nagens nach Ils Cugns (mehrere Hundert Meter westlich der alten Station Cassons) für den Winter 2019/2020 angekündigt. Im Juni 2018 wurden die Masten der alten Bahn demontiert. Die Bergstation der alten Bahn hätte stehen bleiben können – es befand sich sogar auch nach der Entfernung der Seile noch eine der Kabinen in der Bergstation. Am 11. Juni brannte die alte Bergstation nach Demontage-Arbeiten im Bahntechnik-Teil aus. Voraussichtlich ab Herbst 2022 soll die neue Cassonsbahn in Betrieb genommen werden.

## Natur
In den 1980er-Jahren hat die Gemeinde Flims einen hochalpinen Lehrpfad eingerichtet, von welchem noch viele Tafeln existieren. In der steilen Nordflanke halten sich Steinböcke und Gämsen auf.
Der Cassonsgrat ist bekannt für die Mornellregenpfeifer, die jeweils im Spätsommer auf dem Grat rasten.

## Geologie
Der oberste Teil des Grates besteht aus Verrucano-Gestein, in diesem Falle grünlich und sehr schieferig und brüchig. Beim Fil de Cassons ist die Überschiebungsfläche der Glarner Hauptüberschiebung von Süden wenig sichtbar, hingegen kann sie bestens an den umliegenden Bergen verfolgt werden. Am Fil de Cassons erscheint sie von weitem sichtbar erst aus der nördlichen, weniger zugänglichen Perspektive oder ganz am östlichen Ende. Ein aufmerksamer Wanderer bemerkt durch den Wechsel unter seinen Füssen jedoch sehr wohl, dass er wenige Meter nördlich der alten Seilbahnstation genau auf der Überschiebung stand (siehe Beobachtungs-Galerie). In der Umgebung sind weitere interessante geologische Erscheinungen zu entdecken.

## Segnesboden
Der obere Segnesboden ist eine postglaziale Schwemmebene, inklusive folgender typischer kleiner Gletscherschlucht: Der zuvor sich auf dem Weg über den Segnesboden auf gut 700 Metern Breite verlustierende Bach entschwindet durch eine knapp 60 Zentimeter breite Kluft. Darin stürzt er die Höhe zum unteren Segnesboden herunter, nur der unterste Teil ist von unten (auf dem Weg zum Segnespass) als offener Wasserfall zu sehen.
In dieser nächsten Geländekammer findet sich das Martinsloch, ein Felsenfenster. Das Bild vom oberen Segnesboden aus (in der Galerie) zeigt links im Schatten (in nordwestlicher Richtung) die Tschingelhörner mit dem Martinsloch. Rechts daneben, auch immer noch im Schatten, die Lücke des Segnespasses. Rechts davon steigt der Atlas empor, ein Vorgipfel des Piz Segnas. Sowohl an den Tschingelhörnern als auch am Atlas erkennbar ist die markante Trennlinie der Verrucano-Überschiebung, dem Weltnaturerbe Glarner Hauptüberschiebung.

## Beobachtungs-Galerie

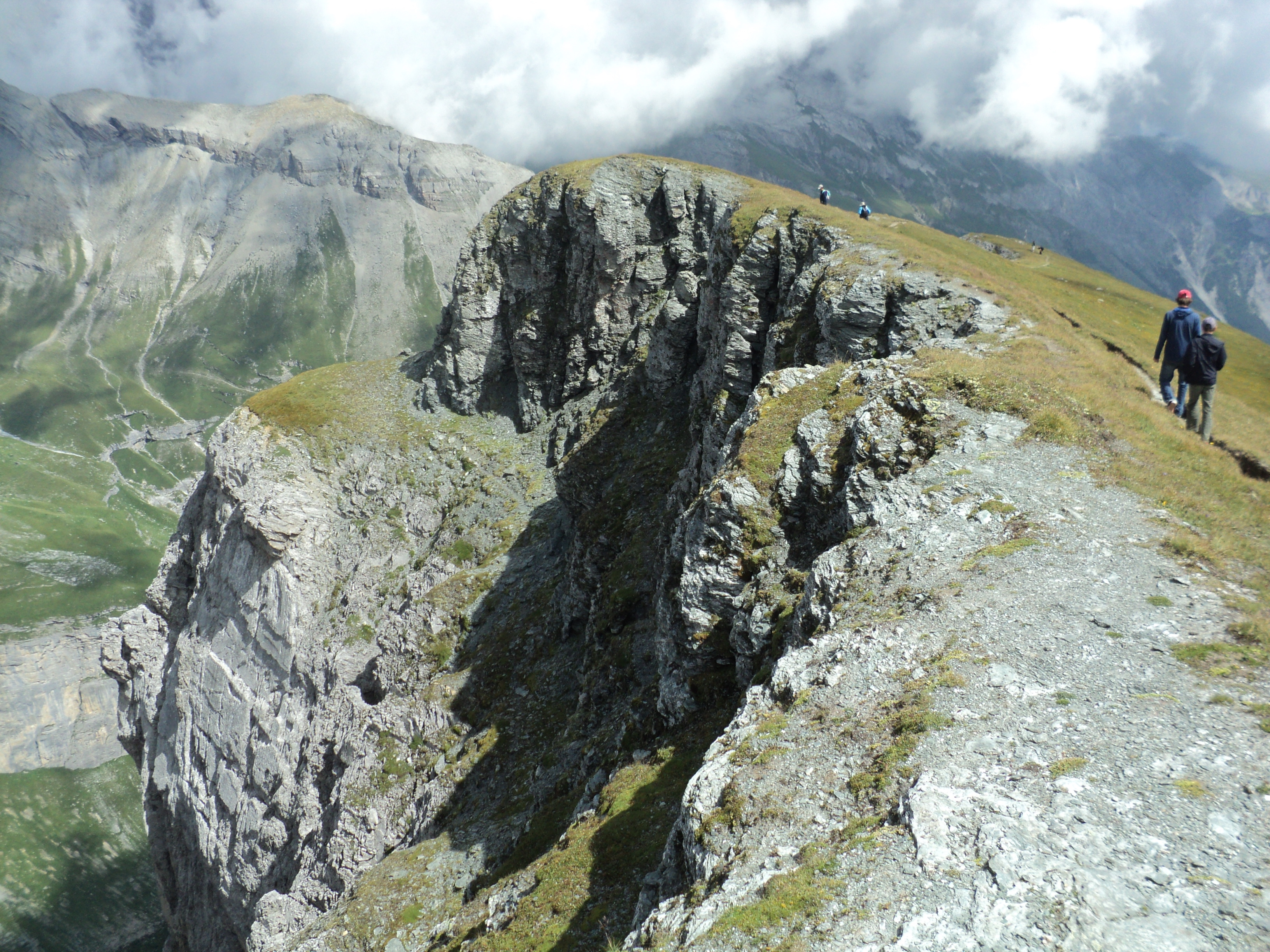
Geologie: Am östlichen Ende des Grates ist die Überschiebung offensichtlich
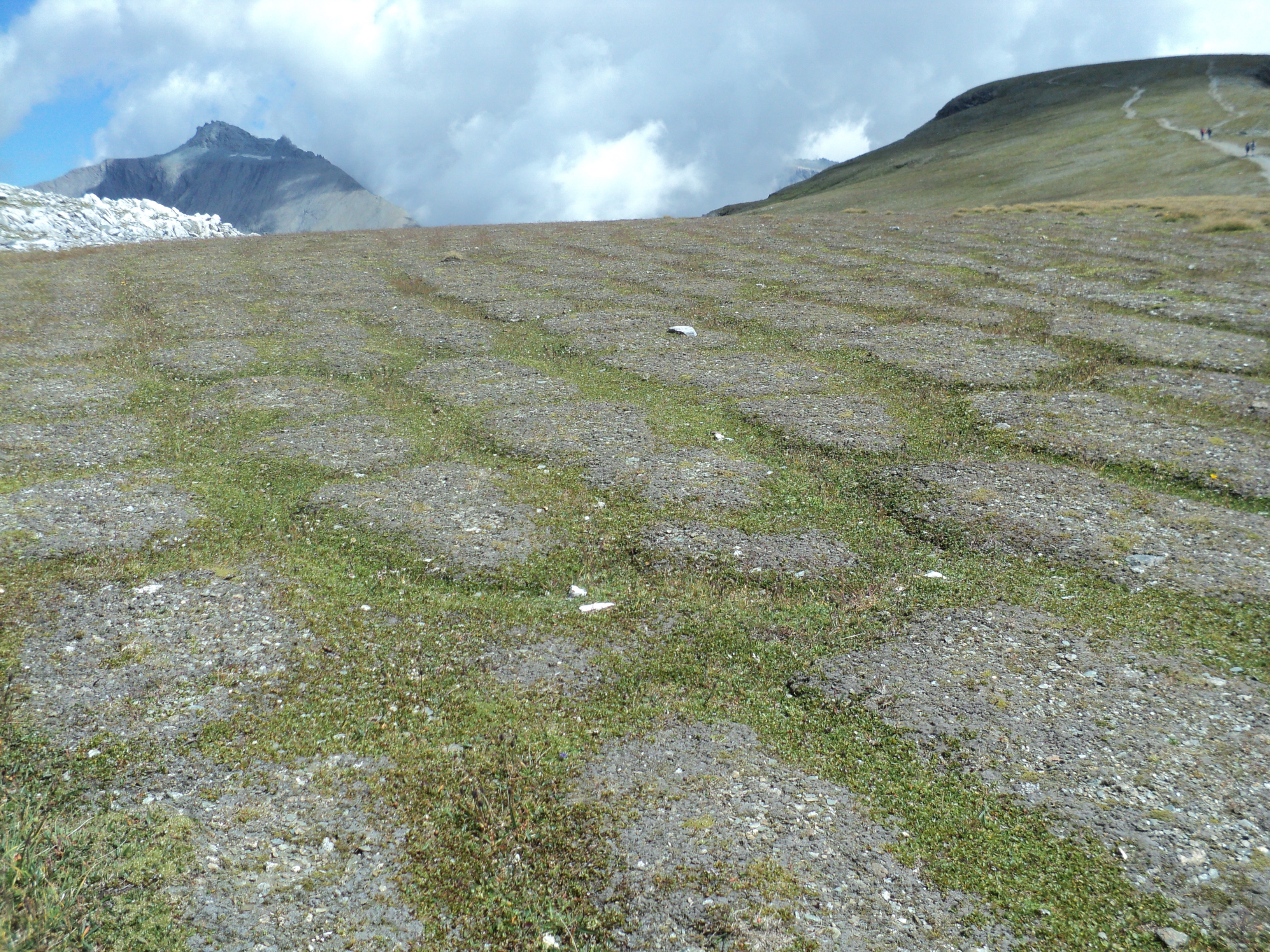
Geomorphologie: Auf dem breiten Rücken sieht man eine Tundra-Landschaft mit Frostmusterböden
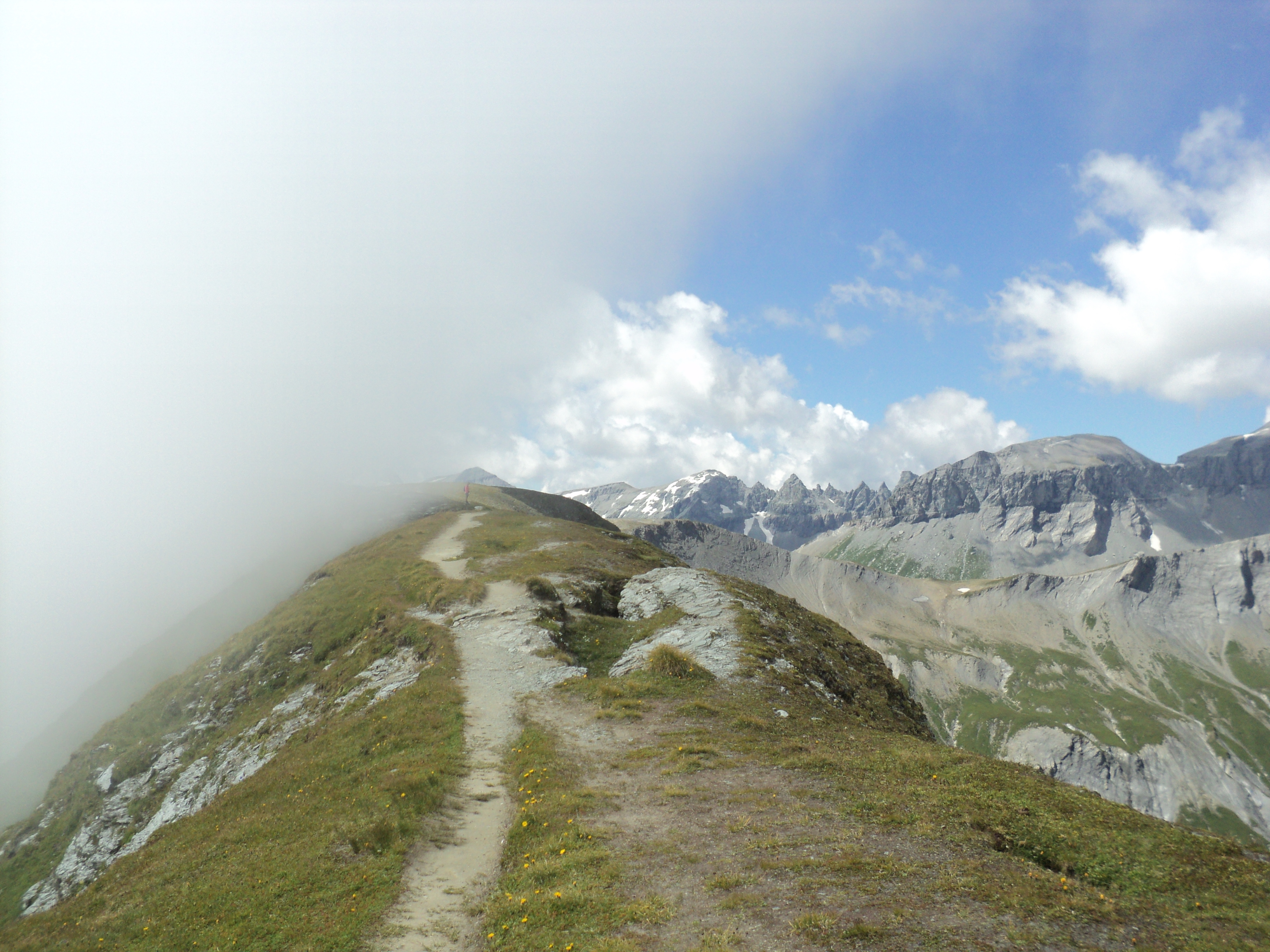
Wetter: Immer wieder funktioniert der Grat als kleine Wetterscheide (Vorsicht!)
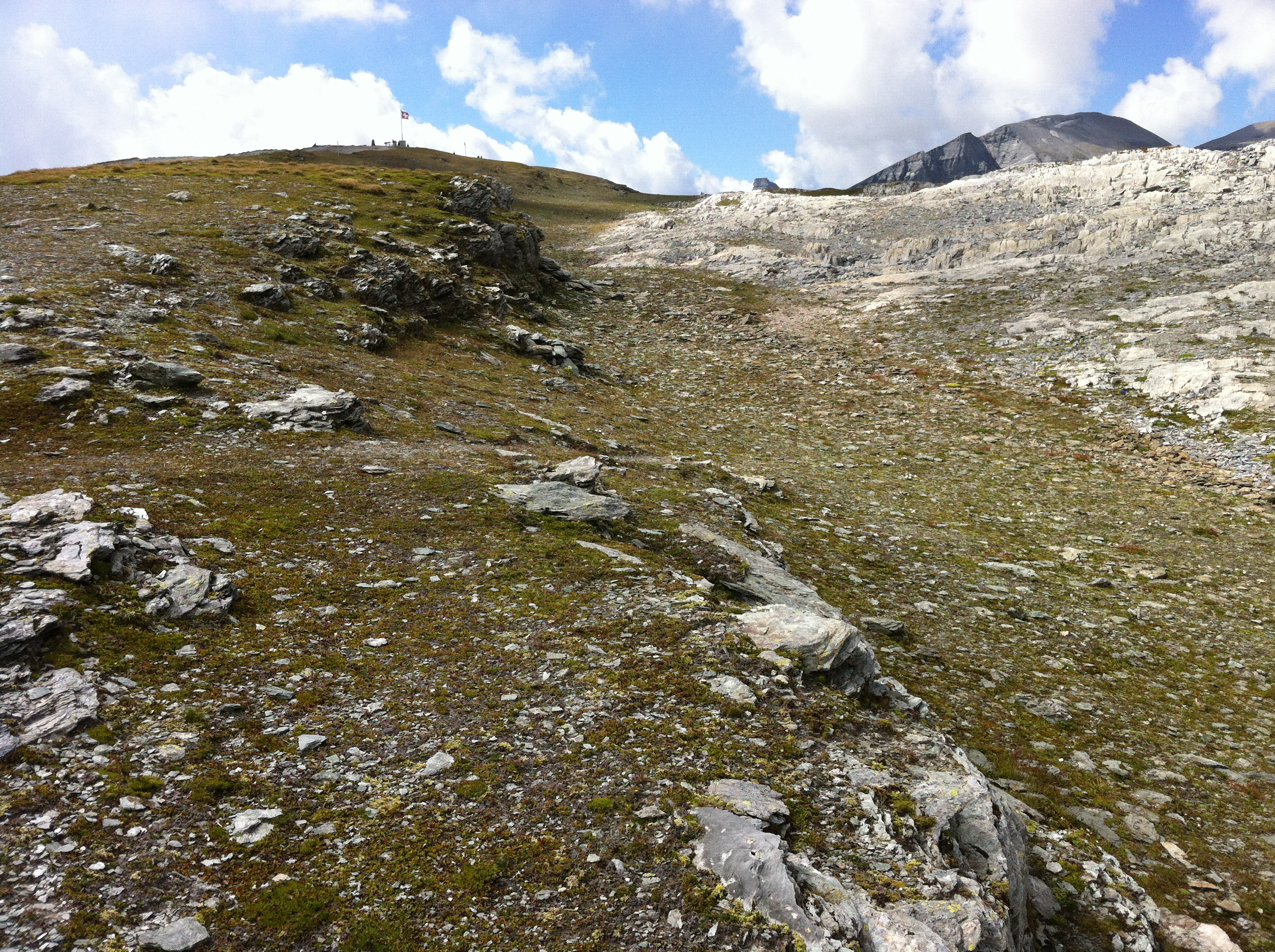
Nochmals Geologie: Sogar mit Halbschuhen konnte man ganz nahe der alten Bergbahnstation über die Überschiebungslinie laufen.
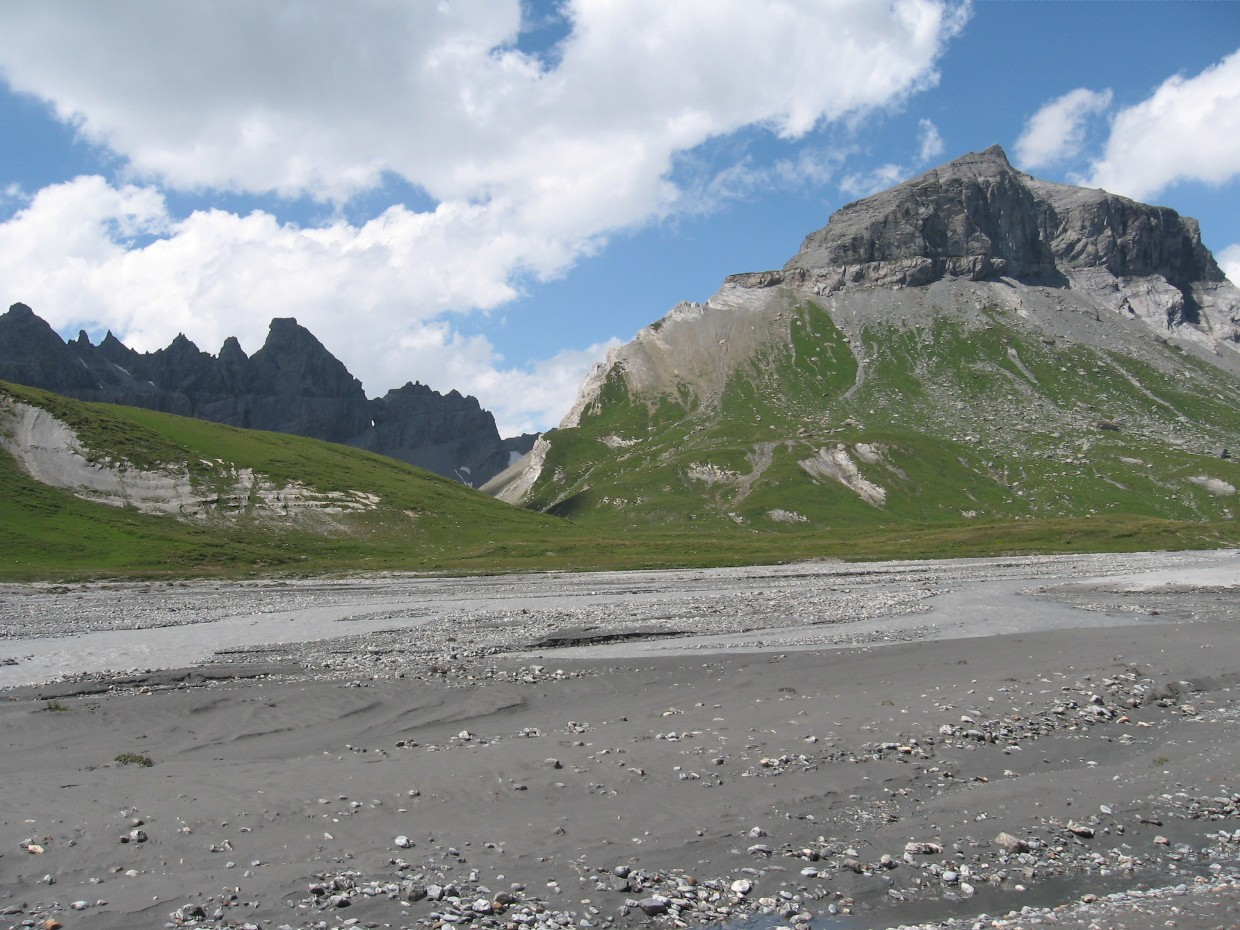
Geomorphologie westlich des Cassonsgrat: Panorama am Segnesboden mit Tschingelhörnern und Martinsloch links im Schatten und der gut sichtbaren Überschiebungslinie am Atlas im Vordergrund in der Sonne.